# Pedro Almató

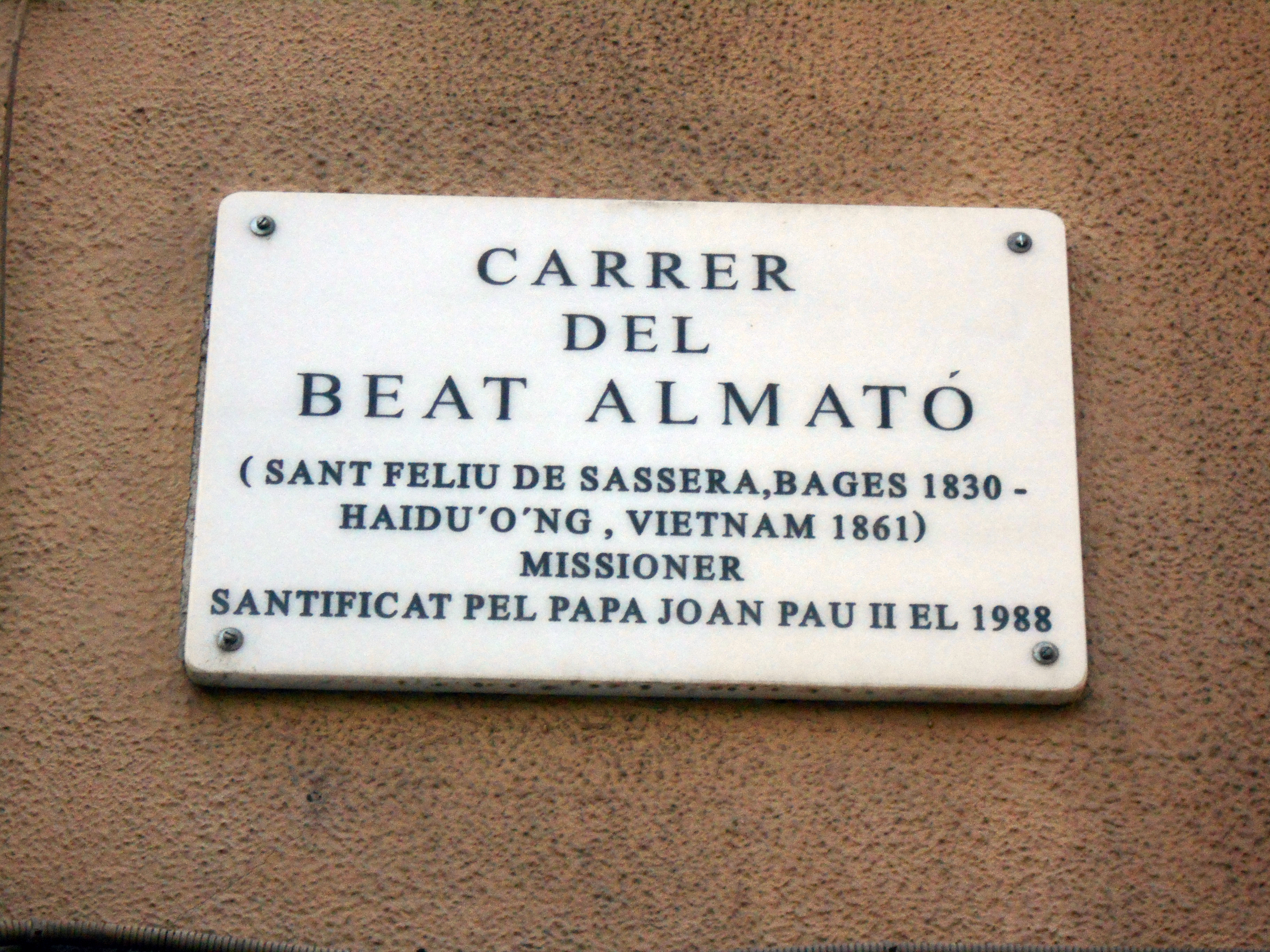
Calle del Beato Almató, en Barcelona.

San Pedro Almató (Pere Almató i Ribera, San Felíu Saserra, Llusanés, 1 de noviembre de 1830 - Hải Dương, Vietnam, 1 de noviembre de 1861) fue un fraile dominico, muerto mártir. Es venerado como santo por la Iglesia católica.

## Biografía
Pere Almató sintió pronto la vocación religiosa y se hizo dominico por consejo de Antonio María Claret. Se hizo misionero y fue a las Filipinas y, después, a Vietnam. Hacia finales de octubre de 1861, Almató y dos misioneros más fueron detenidos en Hảy Dương (norte de Vietnam) y, el 1 de noviembre, cuando este cumplía 31 años, fueron decapitados.

## Veneración
Los despojos de los tres fueron enterrados cerca del lugar. «Una piadosa cristiana llamada Chop marcó con carbón el lugar de la sepultura, cosa que permitió después localizarlos fácilmente», dice Galmés en su biografía. En 1885, los restos de Almató fueron identificados y enviados, en una arqueta, a Europa; después de pasar por Manila, llegaron en barco a Barcelona, y en tren a Vich en 1888.
Los restos fueron recibidos con todos los honores: Jacinto Verdaguer le dedicó un poema, la primera estrofa del cual dice:
Ciutat de Vic, obre les amples portes
a l'Hèroe qui t'arriba d'Orient,
de més magnànims a tes verdes hortes
no n'ha vist arribar Tagamanent

Ciudad de Vich, abre las anchas puertas al Héroe que te llega de Oriente, de más magnánimos a tus verdes huertas no ha visto llegar Tagamanent

Las reliquias fueron depositadas en la iglesia de las Dominicas de la Anunciata de Vich, donde desaparecieron durante la Guerra Civil. Una pequeña parte, depositada en San Felíu Saserra, se salvó. Fue beatificado por Pío X en 1906, y canonizado por Juan Pablo II en 1988. El último domingo de agosto se celebra una fiesta en San Felíu en conmemoración suya. Su festividad en el calendario litúrgico es el 3 de noviembre.
Tiene dedicada una calle en Barcelona, la calle del Beato Almató, en el barrio del Coll, nombrada en 1942.